# The Mirage (roman)
The Mirage (Mirajul) este un roman științifico-fantastic de istorie alternativă scris de autorul american Matt Ruff. A apărut la 7 februarie 2012 la editura Harper.

Coperta ediției germane din 2015

## Istorie
Ideea pentru scrierea acestui roman i-a venit lui Matt Ruff atunci când a fost întrebat de un producător de televiziune, care era fan al romanului său Bad Monkeys, dacă a avut vreo idee pentru un serial de televiziune. Într-un interviu, Matt Ruff a spus: "Voiam să scriu ceva despre atacurile din 11 septembrie și despre războiul împotriva terorismului, care ar oferi o perspectivă neobișnuită și am fost marcat de ideea de a stabili cadrul unui thriller într-o lume în care SUA și Orientul Mijlociu au făcut schimb de locuri. Acest concept era puțin prea radical pentru televiziune, așa că am decis să scriu un roman."

## Prezentare
Romanul are loc într-o versiune alternativă a anului 2009. O mare parte a cadrului acțiunii este dezvăluită prin fragmente din Biblioteca din Alexandria, versiunea din această lume a Wikipediei finanțată de Muammar Gaddafi. O Arabie unită din punct de vedere politic (analogie cu reala Ligă Arabă) și-a declarat independența față de Imperiul Otoman la sfârșitul secolului al XIX-lea și a format Statele Unite ale Arabiei. Pe parcursul secolului al XX-lea, Arabia a ocupat cea mai mare parte a Orientului Mijlociu, a Africii de Nord și nordul Africii de Est. Arabia a intervenit decisiv în cel de-al doilea război mondial de partea Aliaților, culminând cu decapitarea lui Adolf Hitler la Nürnberg în 1946. Singurul stat evreiesc a fost înființat ulterior în nord-estul Germaniei, cu capitala la Berlin.
America de Nord, între timp, este împărțită în mai multe națiuni feudale din lumea a treia. Cea mai mare țară, Statele Creștine ale Americii (Christian States of America, CSA), cuprinde 17 state de-a lungul coastei de est  și se află sub dominația dictatorială a bătrânului Lyndon B. Johnson. În 1990, Regatul Mississippi este anexat, devenind al 18-lea stat. Republica Evanghelică a Texasului include Texas, Oklahoma, New Mexico și statul mexican Coahuila și este aliat cu Statele Unite ale Arabiei. Un popor al Munților Stâncoși  există, dar este împărțit între fracțiuni tribale mici. Pentecostal Gilead Heartland  include Ohio, Kentucky, Michigan și Tennessee. Există și o națiune mormonă, deși se află mai degrabă în Missouri decât în Utah. În 1990, o încercare a Statelor Creștine ale Americii de a anexa Regatul Louisiana, alimentată de dorința lui Lyndon Johnson de a revendica Texasul, a dus la Războiul din Golful Mexic.
Romanul menționează un grup terorist cunoscut sub numele de Alianța Creștină Mondială (World Christian Alliance, echivalentul Al-Qaida din această linie temporară) care folosește Munții Stâncoși drept cartier general. Alianța Creștină Mondială a fost, de asemenea, responsabilă de atacurile teroriste din 9 noiembrie 2001, când membrii ei au prăbușit două avioane deturnate în turnurile World Trade Center Tigru și Eufrat din Bagdad, un altul care a lovit Ministerul Arab al Apărării din Riyadh și  o prăbușire cu pasageri în Pătrimea goală. Nu se știe cine sunt conducătorii teroriștilor sau dacă sunt conștienți de legenda mirajului.  Regatul Unit  a suferit o revoluție în 1979 (posibil cea în care Arhiepiscopul de Canterbury a înlocuit monarhul britanic din funcția de șef de stat al Marii Britanii). Se presupune că Marea Britanie nu a colonizat niciodată India sau că India a devenit independentă mai devreme, deoarece India pare să fi luptat în Al Doilea Război Mondial ca țară de sine stătătoare. În roman este afirmat clar că țara Statele Unite Arabe este pe locul 2 în lume ca suprafață, ceea ce înseamnă că țara din realitatea noastră Canada, ca și Statele Unite ale Americii, este împărțită în state minore. Statul Americii Latine nu este descris prea mult în roman, doar faptul că Venezuela este un membru OPEC care a intervenit în Războiul din Golful Mexic și că statul mexican Coahuila este o dependență a Texasului. Se menționează un analog al Războiului Rece, cunoscut sub numele de Cruciada Rece între Statele Unite ale Arabiei și o Uniune Ortodoxă (probabil Rusia). Principalele partide politice din Statele Unite ale Arabiei sunt Partidul Unității Arabe (analog al Partidului Democrat) și Partidul lui Dumnezeu (analogul Partidului Republican). Al Jazeera există în această cronologie ca un analog FOX cu un talk-show de dimineață denumit Jazeera & Friends. Fox există, de asemenea, în această linie temporară, dar pare a fi doar un mic centru de propagandă a fundamentalismului creștin.

## Primire
Recepția critică a cărții The Mirage a fost împărțită, Publishers Weekly spune că romanul este "exact ceea ce ar trebui să fie cea mai bună ficțiune populară". New York Post a scris: "ca și în "Complotul împotriva Americii" de Philip Roth  - premisa din spatele romanului istoric alternativ al lui Ruff este răcirea". San Francisco Chronicle l-a denumit un "îndrăzneț nou roman", spunând că titlul "este încărcat de delicioase mici ironii privind lumea războiului împotriva terorismului și a diferiților participanți". Kirkus Reviews a afirmat că: "Scrisul este bun, dar personajele sunt greoaie și complotul nu se simte a fi pe deplin rezolvat ".  The Seattle Times  a lăudat "simplitatea abordării lui Ruff", spunând că a dat romanului  "o solemnitate care servește ca un indiciu al respectului față de evenimentele prin care au trecut Statele Unite, irakienii și afganii". Los Angeles Times a criticat The Mirage, spunând că "premisa lui Ruff este construită mai degrabă pe spectacol decât pe o ficțiune credibilă".
Un număr de recenzori au remarcat similaritatea romanului cu premisa lui Philip K. Dick din Omul din castelul înalt.
The Mirage a fost nominalizat la premiul Sidewise pentru istoria alternativă (Sidewise Award for Alternate History).